# Kura (rzeka)
Kura (gruz. მტკვარი, Mtkwari, azer. Kür) – rzeka w Azji. Jej długość wynosi 1515 km, a powierzchnia dorzecza 188 tys. km².
Kura ma źródła na Wyżynie Armeńskiej na terytorium Turcji (174 km). Później wpływa do Gruzji pokonując przełomem Mały Kaukaz (426 km). Dalej zmienia kierunek, płynąc na południowy wschód. W dolnym biegu płynie przez Nizinę Kurańską na terytorium Azerbejdżanu (915 km). Uchodzi niewielką deltą do Morza Kaspijskiego. Główne dopływy Kury to Aragwi, Alazani (lewe) oraz Araks (prawy). W dolnym biegu znajduje się Zbiornik Mingeczaurski.
Największym miastem nad Kurą jest Tbilisi, stolica Gruzji. Inne ważne miasta to: Bordżomi, Gori, Mccheta, Rustawi, Mingeczaur i Şirvan.
Powierzchnia dorzecza obejmuje pięć krajów: Azerbejdżan (52,9 tys. km²), Iran (40 tys. km²), Gruzja (36,4 tys. km²), Armenia (29,8 tys. km²) oraz Turcja (28,9 tys. km²).

## Nazwa
Nazwa rzeki jest zbliżona we wszystkich językach z wyjątkiem gruzińskiego (ormiańskie Կուր, Kur, azerskie Kür, tureckie Kura, kurdyjskie kur), jednak na temat jej pochodzenia istnieje wiele odrębnych hipotez. Często wywodzi się ją od imienia perskiego króla Cyrusa. Inne wiążą ją m.in. z historycznym regionem Kola (obecnie Göle w Turcji), azerskim słowem qjur/kur oznaczającym „niespokojną rzekę” lub Kurą – córką Zeusa. Gruzińska nazwa Mtkwari najczęściej wywodzona jest również od starogruzińskich lub ormiańskich słów oznaczających wodę lub rzekę.